# Accident de train de Voorschoten
L'accident de train de Voorschoten est survenu le 4 avril 2023 lorsqu'un train de voyageurs et un train de marchandises sont entrés en collision avec du matériel de construction à Voorschoten, en Hollande-Méridionale, aux Pays-Bas. Une personne a été tuée et plus de 50 autres ont été blessées.

## Accident
À 3 h 25 CEST (1 h 25 UTC), un train de voyageurs exploité par l'unité NS VIRM (en) 9405, est entré en collision avec une grue qui obstruait la ligne à Voorschoten, en Hollande-Méridionale, aux Pays-Bas. Les quatre véhicules ont déraillé, tuant une personne et en blessant plus de 50 autres. Deux des quatre voies passant par Voorschoten avaient été fermées pour que des travaux d'ingénierie aient lieu. Le conducteur du train de voyageurs a survécu avec plusieurs fractures.
Un petit incendie s'est déclaré dans le wagon le plus en arrière du train, mais il a été rapidement éteint. Le train voyageait de Leyde, en Hollande-Septentrionale à La Haye, en Hollande-Méridionale. Un train de marchandises aurait également heurté la grue. Le conducteur de ce train, exploité par DB Cargo, aurait survécu indemne. La ligne devait initialement rester fermée jusqu'à au moins 16 h 0 le 4 avril. Il a été annoncé plus tard que la ligne ne rouvrirait pas ce jour-là. La gare centrale de Leyde a été fermée en raison de la surpopulation à la suite de l'accident. Des bus ont remplacé les trains entre la gare centrale de La Haye, la gare de La Haye-Laan van NOI, la gare de La Haye-Mariahoeve (en), la gare de De Vink (en), la gare centrale de Leyde, la gare de Sassenheim (en), la gare de Nieuw Vennep (en) et la gare de Hoofddorp (en).
Une alerte « code 50 » a été émise, car plus de 50 personnes ont été blessées. Une situation GRIP 3 a également été déclarée. Les services d'urgence se sont rendus sur les lieux et dix-neuf des blessés ont été transportés à l'hôpital.

## Enquête
Le Conseil néerlandais de la sécurité a ouvert une enquête sur l'accident.